# APOPO
A APOPO (sigla para Anti-Persoonsmijnen Ontmijnende Product Ontwikkeling: "Desenvolvimento de Produtos para Remoção de Minas Terrestres Anti-Pessoais" em português) é uma organização não governamental belga registrada que treina ratos da espécie Cricetomys ansorgei para detectar minas terrestres e tuberculose. Eles chamam seus ratos treinados de HeroRATs.

## História
Bart Weetjens, o fundador, gostava de seus ratos de estimação quando era menino; Como estudante da Universidade de Antuérpia, ele aplicou a ideia de usar roedores para detecção de minas. Ele acreditava que os ratos, com seu forte olfato e habilidade para serem treinados, poderiam fornecer um meio melhor para detectar minas terrestres.
A APOPO começou como uma organização de P & D na Bélgica, trabalhando com o apoio de pesquisas e subsídios do governo para desenvolver o conceito. O apoio financeiro inicial veio em 1997 dos fundos de ajuda ao desenvolvimento estrangeiro do governo belga. Em 2000, mudou sua formação e sede para a Universidade de Agricultura Sokoine (SUA) em Morogoro, na Tanzânia, em parceria com a Força de Defesa do Povo da Tanzânia.
Em 2003, a APOPO recebeu uma doação do Banco Mundial, que forneceu o financiamento inicial para pesquisa de outra aplicação dos ratos: detecção de tuberculose no SUA. Bart Weetjens recebeu uma bolsa pessoal de 3 anos da Ashoka: Innovators for the Public em 2007. Um programa de detecção de tuberculose na Tanzânia foi lançado em meados de 2007 como uma parceria com quatro clínicas do governo. Em 2008, a prova de princípio foi fornecida usando ratos treinados para detectar tuberculose pulmonar em amostras de escarro humano. Em 2010, foi iniciado um plano de pesquisa para avaliar a eficácia e a implementação dos ratos no diagnóstico da tuberculose. No mesmo ano, a APOPO desenvolveu uma gaiola de treinamento automatizada para remover o viés humano. A resposta dos ratos é medida por sensores ópticos e a gaiola produz um som de clique automático com entrega de comida.
Após os resultados na Tanzânia, o programa de detecção de tuberculose foi replicado em 2013, numa clínica em Maputo, Moçambique, no departamento de veterinária da Universidade Eduardo Mondlane. Em 2014, em parceria com o Laboratório Central de Referência da Tuberculose, o Instituto Nacional de Pesquisa Médica e o Centro de Pesquisa em Doenças Infecciosas na Zâmbia, um estudo realizado para determinar a precisão dos ratos em uma população de pacientes presuntivos com tuberculose. Em 2014, cinco centros de saúde adicionais juntaram-se ao programa de detecção de tuberculose em Maputo. Em 2016, a APOPO cobriu quase 100% de todos os pacientes com tuberculose suspeitos que frequentam clínicas na cidade, e o programa de detecção de tuberculose na Tanzânia expandiu para 28 clínicas em três áreas e processou cerca de 800 amostras por semana.
Depois que os primeiros 11 ratos receberam acreditação de acordo com os Padrões Internacionais de Ação contra Minas em 2004, a partir de 2006, máquinas para preparação do solo, desminadores manuais e ratos ajudaram na detecção em operações de desminagem de longa duração em Moçambique. Com a tarefa em 2008 de ser a única operadora a limpar a província de Gaza, a província estava livre de minas em 2012, um ano antes do previsto. Em 2013, o governo permitiu à APOPO expandir as suas operações nas províncias de Maputo, Manica, Sofaka e Tete. Moçambique foi oficialmente declarado livre de todas as minas terrestres em 17 de setembro de 2015, APOPO ajudou o governo a limpar cinco províncias. 16 ratos foram mantidos no país a pedido do governo para realizar tarefas residuais (limpeza).
Em Angola, a APOPO trabalha para a Ajuda Popular da Noruega desde 2012. De 2013-2015 até 31 ratos ajudaram a desminagem de maquinaria pesada e pessoas com detectores de metal em dois locais, Ngola-Luije (em Malanje) e em Malele (na província do Zaire, na fronteira com a República Democrática do Congo). 49 hectares foram limpos. O local de Malele com 52 hectares (130 acres) foi limpo com um ano de antecedência. Em 2016, assistiu-se à depuração de ratos num local em Ndondele Mpasi, na província do Zaire.
No início de 2014, o Centro Nacional de Ação contra Minas do Camboja (CMAC) começou a desminar um local, com a ajuda da Ajuda Popular da Noruega, usando métodos convencionais de remoção de minas. Após um período de 6 meses de aclimatação e treinamento, 14 dos 16 ratos foram credenciados pela CMAC em novembro de 2015 para serem usados em operações de remoção de minas. Dois manipuladores cambojanos passaram seis meses no centro de treinamento na Tanzânia. Em junho de 2016, o primeiro campo minado foi desminado. Em 2017, um centro de visitantes foi aberto em Siem Reap.

## Organização
A sede operacional da APOPO, incluindo os centros de treinamento e pesquisa, é baseada na Universidade Sokoine de Agricultura em Morogoro (Tanzânia). Tem escritórios de campo para os seus programas de ação contra minas em Moçambique, Angola e Camboja a partir de 2016. Os programas de tuberculose estão operacionais na Tanzânia e Moçambique, com escritórios baseados em Morogoro, Dar es Salaam e Maputo. Também possui dois escritórios de captação de recursos na Suíça e nos Estados Unidos. Existe também um gabinete de apoio administrativo em Antuérpia (Bélgica).
Uma fundação da APOPO foi criada em Genebra em 2015 para apoiar as atividades globais da APOPO com recursos financeiros, o trabalho em rede entre as partes interessadas na remoção de minas e tuberculose e aumentar a visibilidade. Um escritório foi criado nos Estados Unidos para melhor acesso a importantes doadores institucionais e financiamento público. Em 2014, a APOPO criou um Comitê Consultivo Científico de tuberculose para fornecer credibilidade. A APOPO também possui um centro de pesquisa e desenvolvimento.
Em junho de 2016, a APOPO empregava mais de 190 funcionários nas operações locais e 14 funcionários internacionais, e tinha 260 ratos em vários estágios de criação, treinamento de detecção, pesquisa ou operações. Mais de 40 voluntários também trabalham em apoio às atividades da APOPO.

## Treinamento de detecção de aroma
O treinamento completo leva aproximadamente nove meses em média e é seguido por uma série de testes de credenciamento. Uma vez treinados, eles podem trabalhar por aproximadamente quatro a cinco anos antes de se aposentarem. Todos os ratos são criados e treinados no centro de criação e treinamento de Morogoro. Um rato custa aproximadamente 6.000 euros para treinar.
O treinamento começa com a socialização na idade de 5 a 6 semanas e depois através dos princípios do "condicionamento operante". Depois de duas semanas, eles aprendem a associar um som de "clique" com uma recompensa alimentar - banana ou amendoim. Uma vez que eles sabem que "clique" significa comida, os ratos estão prontos para serem treinados em um alvo. De acordo com o tipo de especialização, uma série de estágios de treinamento são seguidos, cada um baseado nas habilidades aprendidas no estágio anterior. A complexidade de suas tarefas aumenta gradualmente até que eles tenham que fazer um último teste cego. Os ratos que falharam no teste são aposentados e são cuidados pelo resto da vida.
Ratos de detecção de minas são treinados para detectar TNT (que é o explosivo na maioria das minas).
- Primeiro, um som de clique é estabelecido como um reforço de condição associado a uma recompensa alimentar.
- Uma vez que o rato aprende que os cliques significam comida, tem que procurar o cheiro alvo, TNT. O rato é oferecido uma escolha entre vários perfumes colocados abaixo de 3 buracos de farejador. Ao pausar o nariz acima do cheiro alvo, o clique e o tratamento alimentar ensinarão ao rato que essa foi a resposta correta.
- No próximo estágio, o rato deve procurar o cheiro alvo escondido em uma caixa de areia. Deve andar nas pistas com um treinador e obter alguma banana após cada indicação correta.
- Depois disso, o rato é treinado em um campo com minas terrestres desativadas. Primeiro, é ensinado a detectar minas de superfície em uma pequena superfície, e o treinamento se move gradualmente para minas mais profundas em áreas maiores. Existem 24 hectares de campos de minas de teste e mais de 1.500 minas terrestres desativadas no SUA.
- No teste final, o rato tem que limpar uma área de 200 m2 (2.200 pés quadrados) em menos de 20 minutos. Não pode perder nenhuma das minas e só pode dar 2 indicações falso-positivas.
- Se aprovada, pode ser enviada para um determinado país: aqui deve passar por uma sessão de 6 meses de aclimatação e treinamento no novo ambiente.
- Finalmente, deve ser credenciada pelas autoridades nacionais no país de operações: deve ser testada localmente para provar que está de acordo com as Normas Internacionais de Ação contra Minas.

Os ratos detectores de tuberculose são treinados para detectar tuberculose em amostras de expectoração. As etapas iniciais de treinamento são semelhantes, mas neste caso, após o rato ser treinado para encontrar o perfume certo em três orifícios, o número aumenta gradualmente até que 10 amostras sejam avaliadas de cada vez. Esses ratos também devem passar por um teste antes de serem usados. O centro de instalações de pesquisa e treinamento em tuberculose é hospedado no SUA e abriga um laboratório e quatro salas de treinamento de ratos.